# Can Keles
Can Keles (Vienna, 2 settembre 2001) è un calciatore austriaco, attaccante del Kocaelispor, in prestito dal Beşiktaş.

## Carriera

### Club
Cresciuto nel settore giovanile dell'Austria Vienna, il 21 agosto 2020 firma il primo contratto professionistico con i bianco-viola, di durata triennale. Debutta in prima squadra il 17 luglio 2021, nella partita di Coppa d'Austria vinta per 0-4 contro lo Spittal/Drau; il 21 marzo 2022 prolunga con i viennesi fino al 2026.

### Nazionale
Ha giocato nelle nazionali giovanili austriache Under-16, Under-17 ed Under-18.

## Statistiche

### Presenze e reti nei club
Statistiche aggiornate al 13 agosto 2025.
| Stagione                 | Squadra                  | Campionato               | Campionato | Campionato | Coppe nazionali | Coppe nazionali | Coppe nazionali | Coppe continentali | Coppe continentali | Coppe continentali | Altre coppe | Altre coppe | Altre coppe | Totale | Totale | Totale |
| Stagione                 | Squadra                  | Comp                     | Pres       | Reti       | Comp            | Pres            | Reti            | Comp               | Pres               | Reti               | Comp        | Pres        | Reti        | Pres   | Reti   |        |
| ------------------------ | ------------------------ | ------------------------ | ---------- | ---------- | --------------- | --------------- | --------------- | ------------------ | ------------------ | ------------------ | ----------- | ----------- | ----------- | ------ | ------ | ------ |
| giu.-lug. 2020           | Austria Vienna II        | 2.L                      | 10         | 4          | -               | -               | -               | -                  | -                  | -                  | -           | -           | -           | 10     | 4      |        |
| 2020-2021                | Austria Vienna II        | 2.L                      | 27         | 2          | -               | -               | -               | -                  | -                  | -                  | -           | -           | -           | 27     | 2      |        |
| 2021-2022                | Austria Vienna II        | 2.L                      | 2          | 0          | -               | -               | -               | -                  | -                  | -                  | -           | -           | -           | 2      | 0      |        |
| Totale Austria Vienna II | Totale Austria Vienna II | Totale Austria Vienna II | 39         | 6          |                 | -               | -               |                    | -                  | -                  |             | -           | -           | 39     | 6      |        |
| 2021-2022                | Austria Vienna           | BL                       | 20         | 3          | CA              | 2               | 0               | UECL               | 2                  | 0                  | -           | -           | -           | 24     | 3      |        |
| 2022-2023                | Austria Vienna           | BL                       | 18         | 3          | CA              | 3               | 0               | UEL+UECL           | 2+6                | 1                  | -           | -           | -           | 29     | 4      |        |
| Totale Austria Vienna II | Totale Austria Vienna II | Totale Austria Vienna II | 38         | 6          |                 | 5               | 0               |                    | 10                 | 1                  |             | -           | -           | 53     | 7      |        |
| 2023-2024                | Fatih Karagümrük         | SL                       | 35         | 5          | TK              | 4               | 0               | -                  | -                  | -                  | -           | -           | -           | 39     | 5      |        |
| 2024-gen. 2025           | Beşiktaş                 | SL                       | 3          | 0          | TK              | 0               | 0               | UEL                | 3                  | 0                  | ST          | 0           | 0           | 6      | 0      |        |
| gen.-giu. 2025           | Kasımpaşa                | SL                       | 16         | 3          | TK              | 0               | 0               | -                  | -                  | -                  | -           | -           | -           | 16     | 3      |        |
| 2025-2026                | Kocaelispor              | SL                       | -          | -          | TK              | -               | -               | -                  | -                  | -                  | -           | -           | -           | -      | -      |        |
| Totale carriera          | Totale carriera          | Totale carriera          | 131        | 20         |                 | 9               | 0               |                    | 13                 | 1                  |             | -           | -           | 153    | 21     |        |

## Palmarès

### Club

#### Competizioni nazionali
- Supercoppa di Turchia: 1

Beşiktaş: 2024